# Victor Leydet (peintre)
Pour les articles homonymes, voir Victor Leydet.
Victor Leydet, né le 23 juillet 1861 à L'Isle-sur-la-Sorgue et mort le 20 octobre 1904 à Sorgues, est un affichiste, un peintre de genre et un maître provençal de la nouvelle école d'Avignon.

## Biographie
Il fut d'abord inscrit aux Beaux-Arts d'Avignon où il eut comme maître Pierre Grivolas. Puis il reçut les leçons de Gabriel Bourges, professeur de dessin aux Beaux-Arts, et compléta ensuite son éducation artistique dans l'atelier de Jean-Léon Gérôme, peintre glorifié au début de la Troisième République.
Il fut membre de l'Académie de Vaucluse[Laquelle ?].

## Œuvres
- Charlotte, huile sur toile, (1896)[2]
- Le désespéré (Vers 1897)[3]
- Vendredi saint (Vers 1900)[4]
- Les vieilles femmes dans une église, huile sur toile[5]
- Portrait de jeune fille, huile sur panneau
- Intérieur provençal, huile sur papier
- Absinthe supérieure C'est ma santé GEMPP Pernod Lunel, lithographie utilisée pour une illustration de publicité pour l'absinthe Pernod
- Fenouillet, liqueur digestive inventée en 1840, lithographie.
- Deux vieilles femmes en prière [6]
- Concours d'affiches Byrrh, carte postale (avant 1904)

Œuvres de Victor Leydet
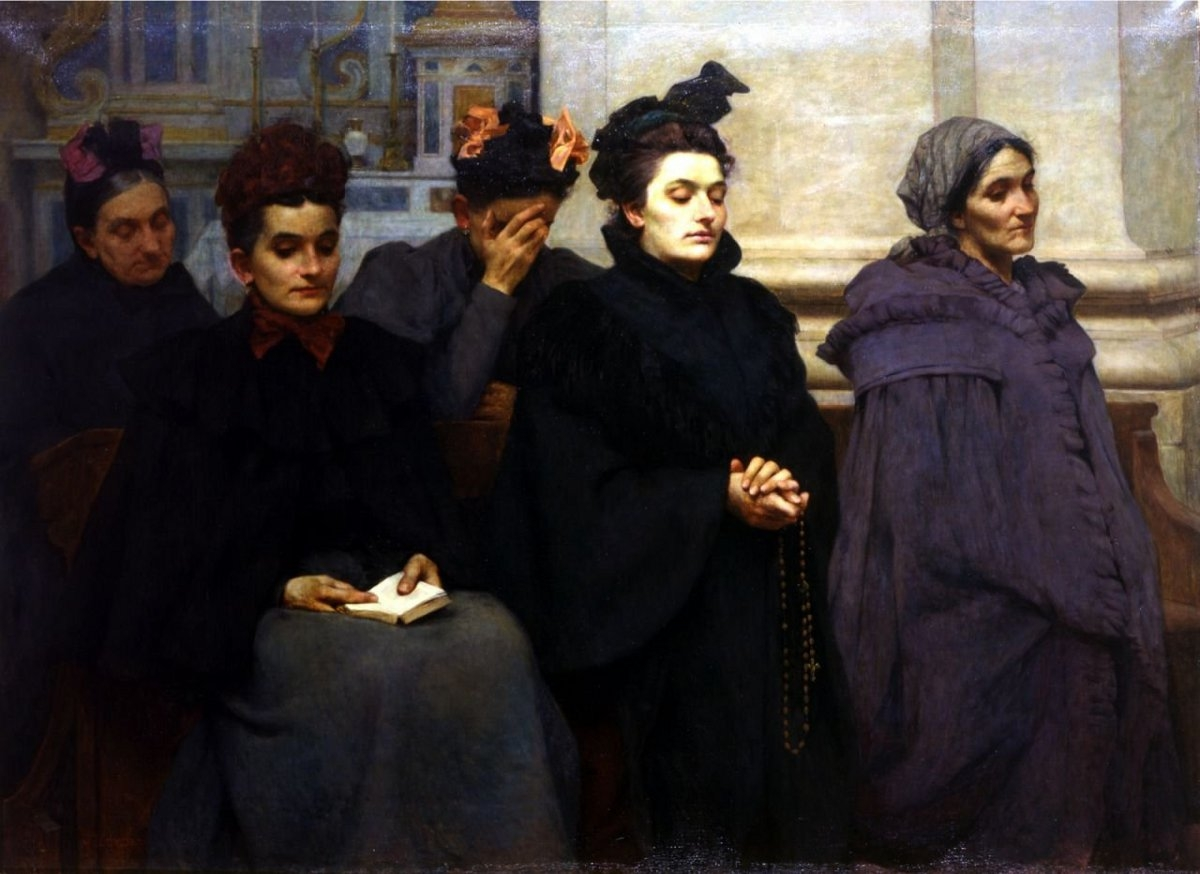
Avant la messe Musée Calvet
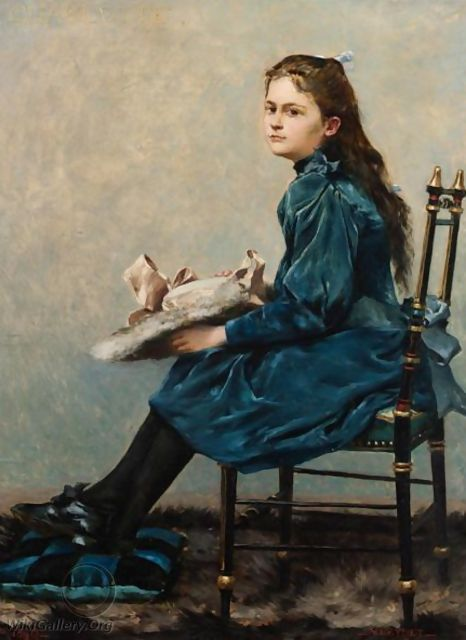
Charlotte (1896)
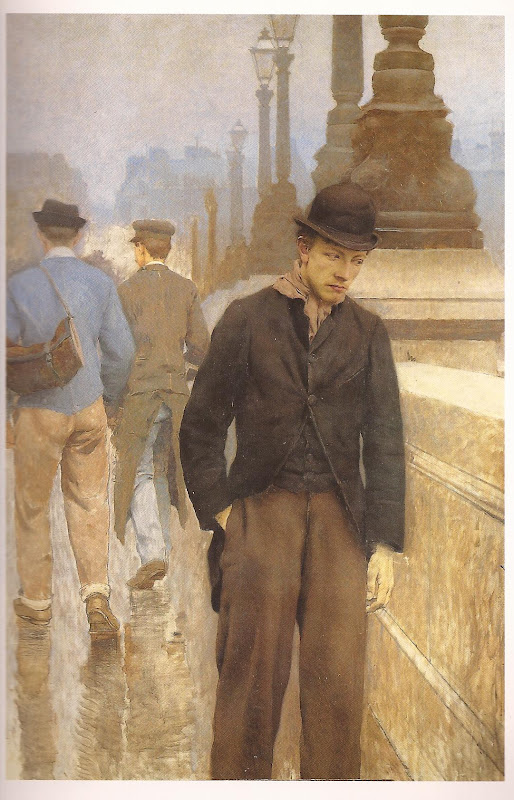
Le Désespéré (vers 1897)
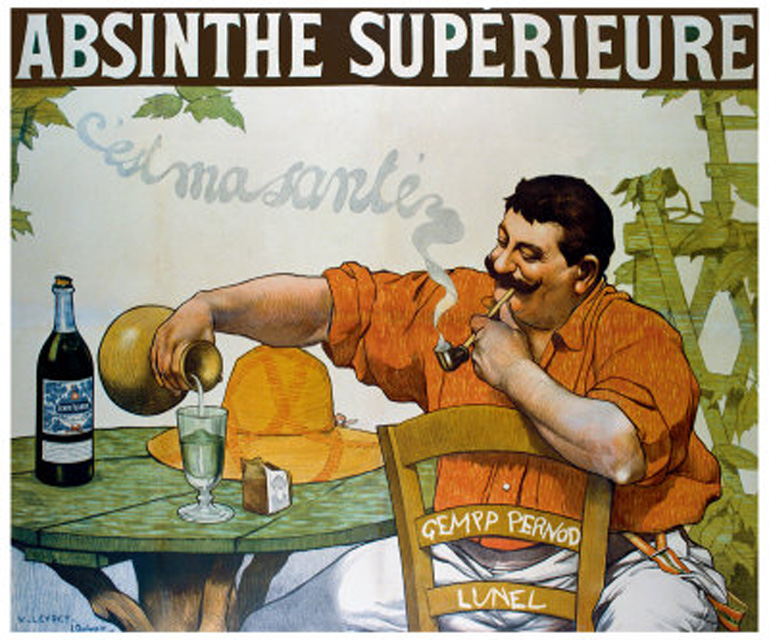
Absinthe supérieure, lithographie